# تي. وثر
تي. وثر (بالإنجليزية: T.J. Lowther)‏ هو ممثل أمريكي، ولد في 17 مايو 1986 بسولت ليك في الولايات المتحدة.

## وصلات خارجية
- تي. وثر على موقع IMDb (الإنجليزية)
- تي. وثر على موقع ألو سيني (الفرنسية)
- تي. وثر على موقع أول موفي (الإنجليزية)
- تي. وثر على موقع قاعدة بيانات الأفلام السويدية (السويدية)
- تي. وثر على موقع قاعدة بيانات الفيلم (الإنجليزية)
- تي. وثر على موقع كينوبويسك (الروسية)